# Jens-Peter Schliemann
Jens-Peter Schliemann (1968) est un auteur de jeux de société allemand, membre du Team Annaberg avec Marcel-André Casasola Merkle, Christwart Conrad et Bernhard Weber.

## Ludographie succincte

### Seul auteur
- Fire & Ice, 2001, Pintoys
- Piranha Pedro, 2004, Goldsieber / Asmodée, Essener Feder  2005, Spiel der Spiele  Jeu familial 2005

### Avec Michail Antonow
- Caraïbes, 2004, Winning Moves

### Avec Kirsten Becker
- La Nuit des magiciens, 2005, Drei Magier Spiele, Essener Feder  2006, Deutscher Spiele Preis  Jeu enfants 2006, As d'or  Enfants 2007

### Avec Bernhard Weber
- Château Roquefort, 2009, Zoch, As d'or  Enfants 2009

- La colline aux feux follets, 2021